# Demografia Cubei

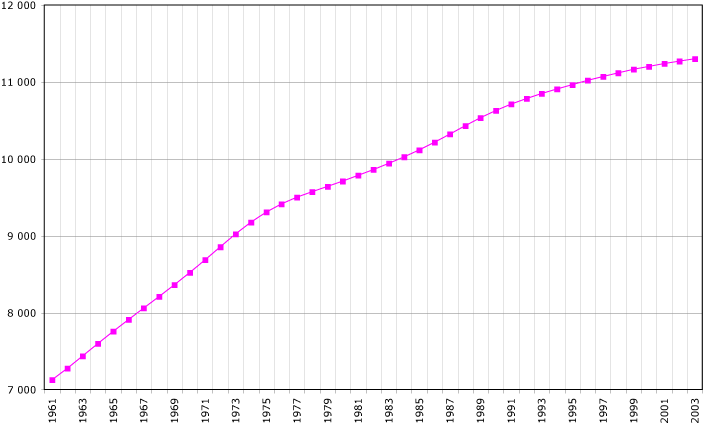
Evoluția demografică a Cubei.

La ultimul recensământ, efectuat în septembrie 2012, populația Cubei era 11,1 milioane de locuitori. Densitatea populației este de 100,7 persoane pe kilometru pătrat, iar speranța de viață este de 78,0 ani. Populația Cubei a crescut mereu, cu excepția ultimului recensământ, care arată o scădere de 10.000 locuitori față de 2002. Din 1950, rata natalității din Cuba a depășit constant rata mortalității . Creșterea naturală este încă pozitivă, dar Cuba se află în a patra etapă a tranziției sale demografice, cu o îmbătrânire accelerată a populației. Vârsta medie este de 39,5 ani, iar raportul de gen este de 0,99 bărbați/femei.
Cuba este locuită în principal de metiși (51 %) și negri (11 %), precum și de către albi (31 %) și chinezi (1,02 %).

## Natalitatea și mortalitatea
Rata fertilității trece de la 4,8 nașteri pe femeie în 1950 la 1,6 în 2020  . În acest ritm, Cuba va fi pe locul nouă în lume pentru vârstnici în 2050. În 2017, autoritățile cubaneze au luat mai multe măsuri pentru promovarea natalității. Astfel se preconizează plata altor membri ai familiei pentru a asigura îngrijirea copiilor, o reducere de 50 % din taxele de școlarizare, pentru familiile nevoiașe cu doi sau mai mulți copii  .
Mortalitatea a scăzut brusc între 1950 și 2005 (-3,9 puncte), dar a crescut ușor între 1990 și 2005.
Rata mortalității infantile a scăzut de la 80,6 la mia de născuți vii în 1950-1955 la 7,3 în 2000-2005  .
Speranța de viață s-a îmbunătățit între 1950 și 2005. Astăzi, ea est de 78 de ani la naștere. Cuba este totuși depășită în America de Antilele Franceze, Insulele Virgine SUA, Costa Rica, Chile și Canada, a căror speranță de viață depășește 78 de ani  .
| Ani       | Rata de naștere (la 1000 de locuitori) | Mortalitate (la 1000 de locuitori) | Speranța medie de viață (la nastere in ani) |
| --------- | -------------------------------------- | ---------------------------------- | ------------------------------------------- |
| 1950-1955 | 29.7                                   | 11.1                               | 59,5                                        |
| 1960-1965 | 35.1                                   | 8.8                                | 64,5                                        |
| 1970-1975 | 26.7                                   | 6.5                                | 71                                          |
| 1980-1985 | 16.2                                   | 6.4                                | 73,9                                        |
| 1990-1995 | 14.9                                   | 6.8                                | 75.3                                        |
| 2000-2005 | 11.7                                   | 7.2                                | 78                                          |

### Dezvoltare recentă
| An   | nașteri | Moarte | Rata de naștere (la 1000 de locuitori) | Rata mortalității (la 1000 de locuitori) | Rata fertilitatii (copii per femeie) |
| ---- | ------- | ------ | -------------------------------------- | ---------------------------------------- | ------------------------------------ |
| 2007 | 112.472 | 81 927 | 10.0                                   | 7.3                                      | 1.43                                 |
| 2008 | 122.569 | 86.423 | 10.9                                   | 7.7                                      | 1,59                                 |
| 2009 | 130.036 | 86 940 | 11.6                                   | 7.7                                      | 1,70                                 |
| 2010 | 127.746 | 91.065 | 11.4                                   | 8.1                                      | 1,69                                 |
| 2011 | 133.067 | 87 044 | 11.8                                   | 7.7                                      | 1,77                                 |
| 2012 | 125.674 | 89.372 | 11.3                                   | 8.0                                      | 1,69                                 |
| 2013 | 125.880 | 92.273 | 11.2                                   | 8.2                                      | 1,71                                 |
| 2014 | 122.643 | 96 312 | 10.9                                   | 8.6                                      | 1,68                                 |

Sursă: Oficina Nacional de Estadísticas
Două milioane de cubanezi, sau 11 % din populația țării trăiește în exil, în afara insulei  . Între 50 000 și 80 000 cubanezi migrează ilegal în Statele Unite în fiecare an. Conform recensământului din 2002, 65 % dintre cubanezi sunt albi, 10 % sunt negri și 25 % mulatri ; cifre contestate de mulți cercetători care estimează proporția reală a cubanezilor de culoare și de rasă mixtă la 50 de ani % din populație  . Potrivit unui cercetător de la Centrul de Studii al Statelor Unite (Esteban Morales), discriminarea împotriva negrilor a crescut în Cuba începând cu anii 1990  . Aceste inegalități sunt alimentate în special de remesa (banii pe care emigranții îi trimit familiilor lor), 83,5 % dintre exilați fiind albi  .
Aproximativ 50.000 de descendenți ai imigranților arabi trăiesc în Cuba. În zilele noastre, insula primește refugiați care fug de războaiele din Siria și Yemen  .
Cu un buget de sănătate foarte mic, dar cu o rată foarte mare de medici pe locuitor (6 la 1.000) precum și cu un amplu program de vaccinare obligatorie, Cuba are o acoperire de sănătate a populației comparabilă cu marile puteri industriale  . Rata sa de mortalitate infantilă în 2013 a fost de 4,76 la 1.000 de nașteri, o treime din cea din Mexic și o rată mai bună decât în Statele Unite (5,9 la 1.000)  . Speranța de viață atât a bărbaților, cât și a femeilor este de 78 de ani, comparabilă cu cea din Statele Unite  . Acest lucru nu compenseaza unele puncte slabe, în special în ceea ce privește bolile psihiatrice  și sinuciderile. Cuba deține într-adevăr recordul de sinucideri în America Latină, așa cum arată un raport al Organizației Mondiale a Sănătății care acoperă anii 1963 până în 1996 și un altul al Organizației Panamericane a Sănătății pentru perioada 2000-2005. Pe parcursul acestor cinci ani, în Cuba au fost înregistrate o medie de 18,1 sinucideri anuale la 100 000 locuitori, înainte de 15,9 în cel de-al doilea, Uruguay, și foarte departe de rata de sinucidere a țărilor încă la fel de defavorizate precum Peru (2,3) și Guatemala (1,9). .
| Ani  | Numărul de locuitori pentru un medic | Paturi de spital (la 1000 de locuitori) | Cheltuieli publice pentru sănătate |
| ---- | ------------------------------------ | --------------------------------------- | ---------------------------------- |
| 1970 | 1385                                 | 6.8                                     | nd                                 |
| 1980 | 637                                  | 5.5                                     | nd                                 |
| 1990 | 275                                  | 7.4                                     | 4.8                                |
| 2000 | 170                                  | 6.5                                     | 6                                  |
| 2003 | 166                                  | 6.2                                     | 6.3                                |